# Atletismo nos Jogos Pan-Americanos de 2023 - Salto triplo masculino
A competição de salto triplo masculino do atletismo nos Jogos Pan-Americanos de 2023 foi disputada em 3 de novembro no Parque Deportivo Estadio Nacional, em Santiago, no Chile. No total, competiram 9 atletas de 7 Comitês Olímpicos Nacionais (CON).

## Calendário
Horário local (UTC-4).
| Data          | Horário | Fase  |
| ------------- | ------- | ----- |
| 3 de novembro | 19:29   | Final |

## Medalhistas
| Ouro   | CUB Lázaro Martínez  |
| Prata  | BRA Almir dos Santos |
| Bronze | CUB Cristián Nápoles |

## Recordes
Antes desta competição, os recordes mundiais e dos Jogos Pan-Americanos da prova eram os seguintes:
| Tipo                             | Atleta                  | Marca   | Local            | Data                  |
| -------------------------------- | ----------------------- | ------- | ---------------- | --------------------- |
|                                  | Jonathan Edwards        | 18,29 m | Gotemburgo       | 7 de agosto de 1995   |
| Recorde dos Jogos Pan-Americanos | João Carlos de Oliveira | 17,89 m | Cidade do México | 15 de outubro de 1975 |

## Resultados

### Final
Estes foram os resultados:
| Pos. | Atleta             | Nacionalidade      | #1    | #2    | #3    | #4    | #5    | #6    | Resultado | Vento | Notas |
| ---- | ------------------ | ------------------ | ----- | ----- | ----- | ----- | ----- | ----- | --------- | ----- | ----- |
| 01 ! | Lázaro Martínez    | CUB Cuba           | 17.19 | x     | –     | –     | –     | –     | 17.19     | -0.1  |       |
| 02 ! | Almir dos Santos   | BRA Brasil         | 16.51 | x     | 16.88 | –     | 16.22 | 16.92 | 16.92     | -0.1  |       |
| 03 ! | Cristián Nápoles   | CUB Cuba           | 16.66 | x     | 16.00 | 16.44 | x     | x     | 16.66     | -0.5  |       |
| 4    | Christopher Benard | USA Estados Unidos | x     | 16.21 | 16.48 | x     | 16.15 | x     | 16.48     | +0.5  |       |
| 5    | Luis Reyes         | CHI Chile          | 14.00 | 16.14 | 15.94 | x     | x     | 16.30 | 16.30     | -0.3  |       |
| 6    | Leodan Torrealba   | VEN Venezuela      | 14.16 | 16.14 | 16.20 | 15.93 | x     | 16.04 | 16.20     | +0.8  |       |
| 7    | Christopher Carter | USA Estados Unidos | 15.03 | x     | 15.42 | x     | x     | 15.67 | 15.67     | +0.5  |       |
| 8    | Frixon Chila       | ECU Equador        | 15.42 | x     | x     | x     | x     | x     | 15.42     | +0.7  |       |
| 9    | Brandon Jones      | BIZ Belize         | 14.42 | x     | 14.47 |       |       |       | 14.47     | +0.7  |       |

Legenda
| Recorde mundial                  | Recorde mundial (World record)               |                       | Recorde africano                      | Recorde africano (African) |                                           | Q | Classificado por posição (Qualified) |
| Recorde dos Jogos Pan-Americanos | Recorde pan-americano (Pan-American record)  | Recorde da América    | Recorde da América (Americas)         | q                          | Classificado por melhor tempo (Qualified) |   |                                      |
| Melhor marca do ano              | Melhor marca do ano (World leading)          | Recorde asiático      | Recorde asiático (Asian)              | DNS                        | Não largou (Did not start)                |   |                                      |
| Recorde nacional                 | Recorde nacional (National record)           | Recorde europeu       | Recorde europeu (European)            | DNF                        | Não terminou (Did not finish)             |   |                                      |
| Recorde pessoal                  | Recorde pessoal do atleta (Personal best)    | Recorde da Oceania    | Recorde da Oceania (Oceania)          | DSQ / DQ                   | Desclassificado (Disqualified)            |   |                                      |
| Recorde da temporada             | Recorde da temporada do atleta (Season best) | Recorde sul-americano | Recorde sul-americano (South America) | NM                         | Sem marca (No mark)                       |   |                                      |